# Stanisław Jasnogórski
Stanisław Jasnogórski (ur. 1570, zm. 9 stycznia 1638) – kuchmistrz koronny.

## Życiorys
Urodził się prawdopodobnie w 1570 jako syn Jana Lichtenberga i jego żony Małgorzaty Szembek. Ojciec jego został nobilitowany przez cesarza Maksymiliana, w 1601 Sejm Rzeczypospolitej aprobował Stanisławowi to szlachectwo. Na dwór polski przybył prawdopodobnie z królową Anną, u której był w służbie. Po jej śmierci służył królewiczowi Władysławowi i w 1633 został kuchmistrzem koronnym. Przywileje związane z tą godnością otrzymał dopiero w maju 1634.
Żonaty z Zuzanną Korwin-Piotrowską herbu Ślepowron, która zmarła w 1636. Zmarł 9 stycznia 1638.